# Tipografilor, Timișoara
Tipografilor este un cartier situat în zona centrală a orașului, într-o zonă liniștită, cu multă verdeață, în apropierea Parcului Botanic. Este delimitat de Bulevardul Take Ionescu la sud, strada Popa Șapcă la vest, magistrala ferată principală CFR 900 Timișoara Nord-București Nord la nord și strada Baader la est.